# 新竹市私立光復高級中學
新竹市私立光復高級中學，簡稱光復高中或光復中學，是一所位於臺灣新竹市東區的私立綜合高級中學，設有高中部、高職部以及進修學校、國中部及實驗托兒所，創立於1955年。與國立清華大學僅一牆之隔。

## 歷史
光復高中校址原為日本海軍第六燃料廠場本部的海軍子弟學校，二次大戰後停辦。1953年於該地創辦「新竹縣私立光復中學補習學校」，其間經多次改名，以迄於今。 
- 1953年：新竹縣私立光復中學補習學校奉准設立。
- 1955年：新竹縣私立光復高級中學核准成立。
- 1967年：「夜間補校」成立。
- 1982年：新竹市升格後，改名為新竹市私立光復高級中學。
- 1994年：「國中部」恢復招生。
- 1999年：「綜合高中」試辦、「光復實驗托兒所」成立、補習學校改名為「附設進修學校」。
- 2003年：改制綜合高中，合計開設14種學程。
- 2011年：奉准設立綜合職能科。
- 2012年：奉准設立 財團法人 新竹市私立光復高級中學 附屬職業訓練中心
- 2016年：「附設進修學校」改制為「進修部」。

## 歷任校長
| 任別 | 任期                        | 姓名   |
| ---- | --------------------------- | ------ |
| 1    | 1953年3月 － 1958年7月      | 李仲英 |
| 2    | 1958年8月 － 1961年7月      | 李鴻超 |
| 3    | 1961年7月 － 1965年7月      | 馬師恭 |
| 4    | 1965年7月 － 1966年11月     | 劉鐵軍 |
| 5    | 1966年11月 － 1975年7月     | 張明   |
| 6    | 1975年8月 － 1978年8月      | 陳天志 |
| 7    | 1978年8月 － 1982年7月      | 李繼明 |
| 8    | 1982年8月 － 1986年1月      | 趙洪慈 |
| 9    | 1986年8月 － 1994年2月      | 魏仲韓 |
| 10   | 1994年3月 － 2004年7月      | 程曉峰 |
| 11   | 2004年8月 － 2009年1月      | 姜禮讓 |
| 12   | 2009年2月 － 2016年12月25日 | 程曉銘 |
| 13   | 2016年12月26日 － 2017年1月 | 朱啟銘 |
| 14   | 2017年2月1日 － 2021年1月   | 黃敦煌 |
| 15   | 2021年2月1日 － 2024年1月   | 程曉銘 |
| 16   | 2024年2月16日 － 現任       | 李詩慶 |

## 托兒所
光復實驗托兒所於1999年（民國八十八年）成立，其主旨為照顧員工年幼孩童，並讓幼兒保育科學生方便實習。

## 籃球隊
110學年度得到隊史首座冠軍。

## 相關爭議
新竹霸凌事件
2011年3月17日，一群光復高中女生所組成的團體「象腿幫」在公園對新竹某國中三年級女生進行肢體霸凌，事後引起議論及公憤。
納粹事件
2016年12月23日，光復高中學生在變裝遊行中扮演德国纳粹党而引起議論。
醜化原住民事件
2016年光復中學因在校慶活動穿著納粹服裝表演引發討論後，有網友爆料2013年時，曾有學生穿著「達悟族」傳統服裝「丁字褲」上陣，表演改編版北原山貓的「原住民起床歌」，改編歌詞有醜化意味。

## 電視取景
曾有數個電視節目、電視劇及電影在該校取景。包括電視節目歡樂幸運星、蝴蝶蝴蝶生ㄉ真美麗、在臺灣的故事、鑽石夜總會、冠軍任務；電視劇18禁不禁、飆！企鵝里德。電影神鬼高校。